# Херклотц, Сильвио
Сильвио Херклотц (нем. Silvio Herklotz; род. 6 мая 1994, Бланкенфельде-Малов, земля Бранденбург, Германия) — немецкий профессиональный шоссейный велогонщик, выступающий за команду Burgos BH.

## Статистика выступлений наГранд Турах
| Гонка           | 2016 | 2017 |
| --------------- | ---- | ---- |
| Джиро д'Италия  | —    | —    |
| Тур де Франс    | —    | —    |
| Вуэльта Испании | сход | —    |